# WBT (Hörfunksender)
Koordinaten: 35° 7′ 57″ N, 80° 53′ 22″ W
| WBT (Hörfunksender) |

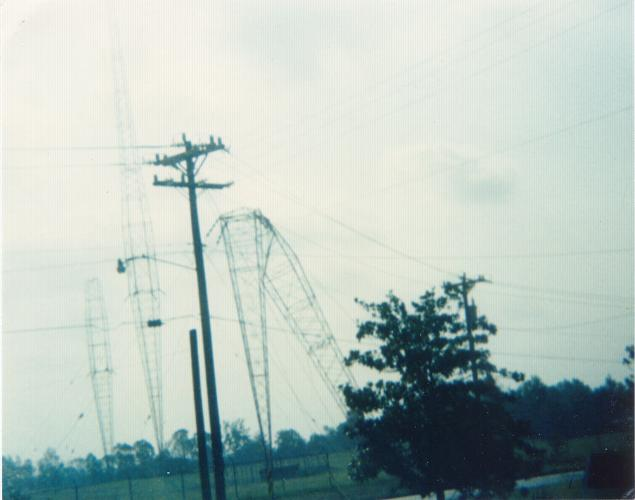
Mehrere Blaw-Knox Sendetürmen von WBT wurden durch Hurrikan Hugo 1989 beschädigt

WBT ist ein US-amerikanischer Hörfunksender aus Charlotte (North Carolina). Als Clear-Channel-Station sendet er mit 50 kW auf Mittelwelle 1110 kHz und kann nachts im gesamten Osten Nordamerikas gehört werden. Die Station gehört Entercom.
Parallel zur Mittelwelle betreibt WBT auch die Stationen WBT-FM in Chester, South Carolina und sendet via WLNK-HD2. WBT und WBT-FM senden auch im HD-Radio-Modus.
Die Anfänge des Senders gehen auf das Jahr 1920 zurück, als ihn eine Gruppe von Funkamateuren in Charlotte errichteten. Sie erhielten die Experimentierlizenz mit dem Rufzeichen 4XD. 1922 starteten sie eine kommerzielle Radioausstrahlung als WBT.